# IC 1581
IC 1581 ist eine Spiralgalaxie vom Hubble-Typ Sbc im Sternbild Sculptor am Südsternhimmel. Sie ist schätzungsweise 494 Millionen Lichtjahre von der Milchstraße entfernt und hat einen Durchmesser von etwa 130.000 Lj.
Im selben Himmelsareal befinden sich u. a. die Galaxien NGC 253 / IC 1576, IC 1578, IC 1579.
Das Objekt wurde am 3. November 1898 von DeLisle Stewart entdeckt.